# Walter Blume (strażnik w Mauthausen)
Walter Blume (ur. 1900, data śmierci nieznana) – zbrodniarz hitlerowski, członek załogi niemieckiego obozu koncentracyjnego Mauthausen-Gusen i SS-Scharführer.

## Życiorys
W latach 1939–1944 pełnił służbę w Luftwaffe. Członek NSDAP od 1943 i Waffen-SS od 25 września 1944. Od 1 listopada 1944 do 5 maja 1945 był strażnikiem w Linz III, podobozie KL Mauthausen. Blume pełnił funkcję sierżanta w oddziale wartowniczym, który konwojował więźniarskie drużyny robocze.
W procesie załogi Mauthausen-Gusen (US vs. Josef Bartl i inni) skazany został na 10 lat pozbawienia wolności za skatowanie rosyjskiego więźnia, który zmarł w obozowym szpitalu w następstwie pobicia.